# Hugh Alexander Stewart
Pour les articles homonymes, voir Hugh Stewart et Stewart.
Hugh Alexander Stewart (29 septembre 1871-4 septembre 1956) est un homme politique canadien de l'Ontario. Il est député fédéral conservateur de la circonscription ontarienne de Leeds de 1921 à 1940. Il est ministre dans le cabinet du premier ministre Richard Bedford Bennett.

## Biographie
Né à Elizabethtown Township en Ontario, Stewart entame une carrière publique en servant comme maire de Brockville de 1905 à 1906.
Élu en 1921, il est réélu en 1925, 1926 et 1930.   Il entre au cabinet à titre de ministre des Travaux publics de 1930 à 1935. Réélu en 1935, il est défait en 1940.